# Honoratka (obwód rówieński)
Honoratka (ukr. Гоноратка) – wieś na Ukrainie, w obwodzie rówieńskim, w rejonie radziwiłłowskim, w radzie wiejskiej Boratyn. W 2022 roku zamieszkiwało ją 183 mieszkańców.